# Olios spenceri
Olios spenceri là một loài nhện trong họ Sparassidae.
Loài này thuộc chi Olios. Olios spenceri được Mary Agard Pocock miêu tả năm 1896.